# De vierde man
De vierde man is een boek van Gerard Reve dat verscheen in 1981. Het boek, geschreven in de ik-vorm, was oorspronkelijk bedoeld als boekenweekgeschenk, maar werd uiteindelijk vanwege de controversiële inhoud geweigerd. In 1983 werd De vierde man verfilmd door Paul Verhoeven, naar een scenario van Gerard Soeteman. De hoofdrollen in deze film worden vertolkt door Jeroen Krabbé, Renée Soutendijk en Thom Hoffman.

## Inhoud
De ik-figuur Reve blijft na een lezing in Vlissingen overnachten bij de penningmeesteres van het literaire genootschap.
Hij gaat, tegen zijn natuur in, ook met haar naar bed. Hij ontdekt dat zij, een weduwe, contact heeft met een knappe jongeman die hij even op het station heeft gezien en op wie hij daar al verliefd is geworden. Dat toeval is te groot en hij besluit bij haar te blijven rondhangen om de knappe jongen te ontmoeten. Met een list weet hij haar te overtuigen hem naar Vlissingen te laten komen.
Intussen ontdekt Reve dat zijn vriendin niet eenmaal, maar driemaal getrouwd is geweest en ten slotte komt hij erachter dat ze ook driemaal weduwe is. Reve haalt nu in zijn hoofd dat zij een heks is en dat zij alle drie deze mannen heeft vermoord (ze zijn door een ongeluk om het leven gekomen, iets dat je ook anders zou kunnen uitleggen). Hij vlucht weg uit het huis. Later belt Christine op om te vertellen dat Herman een ongeluk heeft gehad en tegen een boeg van een schip is opgereden. Het verhaal bevat visioenen die pas aan het einde volledig begrepen kunnen worden.

## Editie geschiedenis
Ondanks de weigering om het verhaal als boekenweekgeschenk in de aandacht te brengen, werd de uitgaaf een groot succes. Naast de 13 Nederlandse boek-edities, werd  De vierde man ook vertaald in het Duits en in het Frans. In 1991 was er uitgaaf van de toneelversie van het verhaal. Sinds 2010 is De vierde man ook online beschikbaar.
- 1981: De vierde man, 1e druk, uitgever: Elsevier Manteau, 1981, Reeks: Elseviers literaire serie, ISBN 90-10-03697-9, 1981 2e druk, 1982 3e druk, 1983 4e en 5e druk.
- 1987: De vierde man, uitgever: Muntinga. Reeks: Rainbow pocketboeken, ISBN 90-6766-043-4
- 1989: De vierde man, 6e dr, uitgever: Veen, ISBN 90-204-2359-2
- 1991: De vierde man : scenario van Gerard Soeteman (eerste versie) naar de gelijknamige novelle van Gerard Reve, redactie. Richard Fokker ... [et al.], Uitgever: International Theatre & Film Books, reeks: Het Nederlands scenario, ISSN 0924-4336; nr. 6, Met literatuur opgave, geïllustreerd, ISBN 90-6403-282-3
- 1993: Der vierte Mann, vertaling: Jürgen Hillner, uitgever: Suhrkamp, reeks: Bibliothek Suhrkamp, ISBN 3-518-22132-9
- 1995: Le quatrième homme : roman, vertaling: Marnix Vincent, uitgever: Gallimard, ISBN 2-07-073810-8
- 1996: De vierde man, met nawoord van: Tonny van Winssen, uitgever: Wolters-Noordhoff, Wolters Plantyn, Reeks: Grote lijsters, ISSN 0925-4617
- 1999: De vierde man, 7e dr, Pandora
- 2000: Verzameld werk, deel 4, redactie: Norbert Maria Hubert Maas, uitgeverij Veen,
- 2001: De vierde man, Malmberg, Van In, Reeks: Boektoppers. VO C. 2001, Uitgegeven met een licentie van Gerard Reve
- 2006: De vierde man, 8e dr,  De Bezige Bij
- 2010: De vierde man : roman, 8e dr, De Bezige Bij, ebook